# 解经学

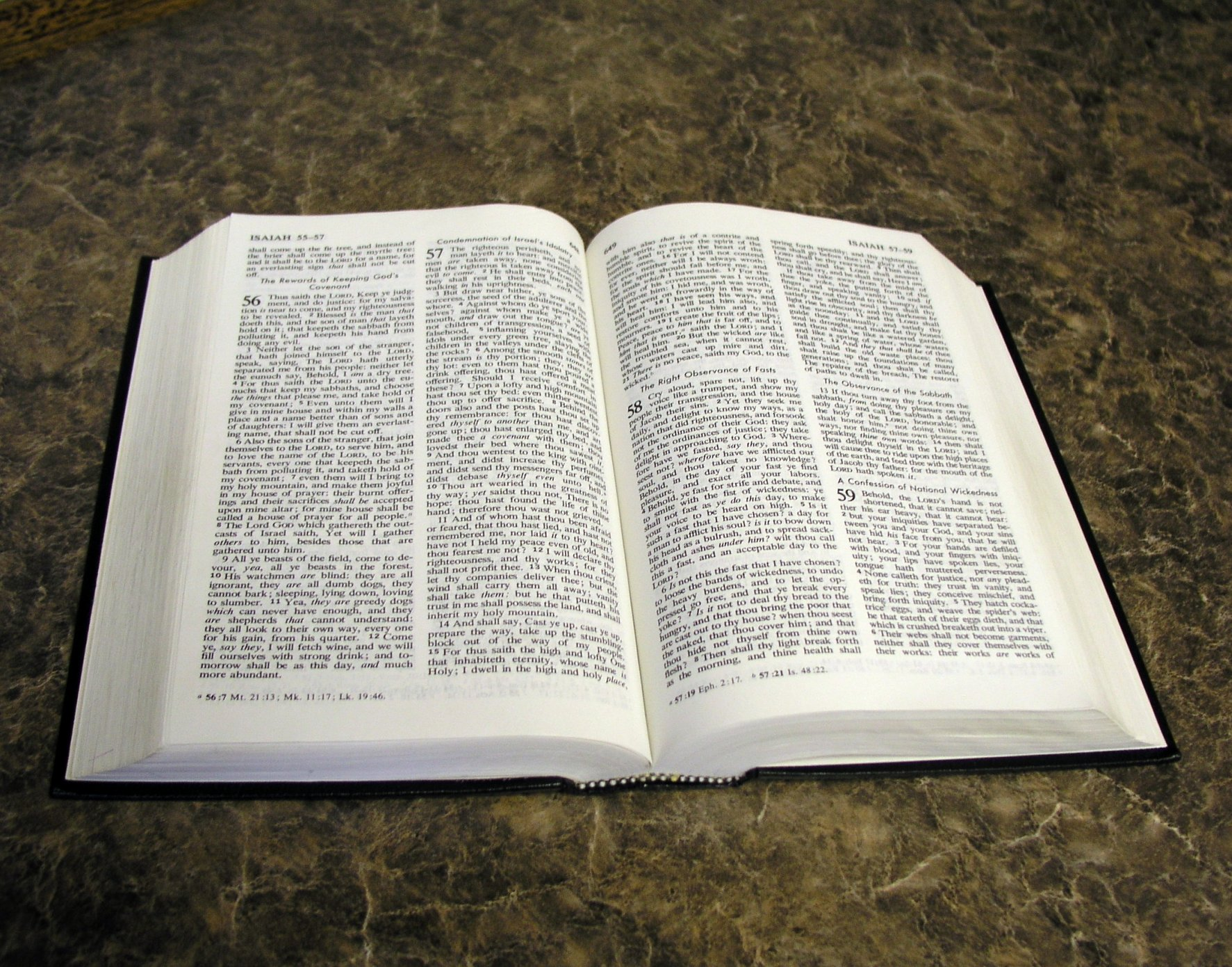
聖經打開在以賽亞書篇章.

解经学（英語：Exegesis，名字来源于古希腊语，即“引导”）是指对一段文字（尤其是宗教经典）批判解读或理解。一般这个词用来指与圣经相关的解经工作，但人们现在一般“圣经解经”（英語：biblical exegesis）来将它与其他文字解读工作区分开来。

## 参閱
- 释经学

## 外部連結
翻譯
- Book of Isaiah （页面存档备份，存于） – Hebrew, side by side with English
- Book of Isaiah （页面存档备份，存于） (English translation [with Rashi's commentary] at Chabad.org)
- Bible Gateway（页面存档备份，存于）
- LibriVox中的公有领域有声书《Isaiah》